# Eparchia św. Michała w Sydney
Eparchia św. Michała w Sydney – eparchia Kościoła melchickiego z siedzibą w Sydney, obejmująca swym zasięgiem całą Australię i Nową Zelandię. Została erygowana 26 marca 1987 roku. 